# 广西同心结
广西同心结（学名：Parsonsia goniostemon），为夹竹桃科同心结属下的一个植物种。